# Cascalho Rico
Cascalho Rico là một đô thị thuộc bang Minas Gerais, Brasil. Đô thị này có diện tích 367,732 km², dân số năm 2007 là 2799 người, mật độ 7,1 người/km².